# Ontkerstening (Franse Revolutie)

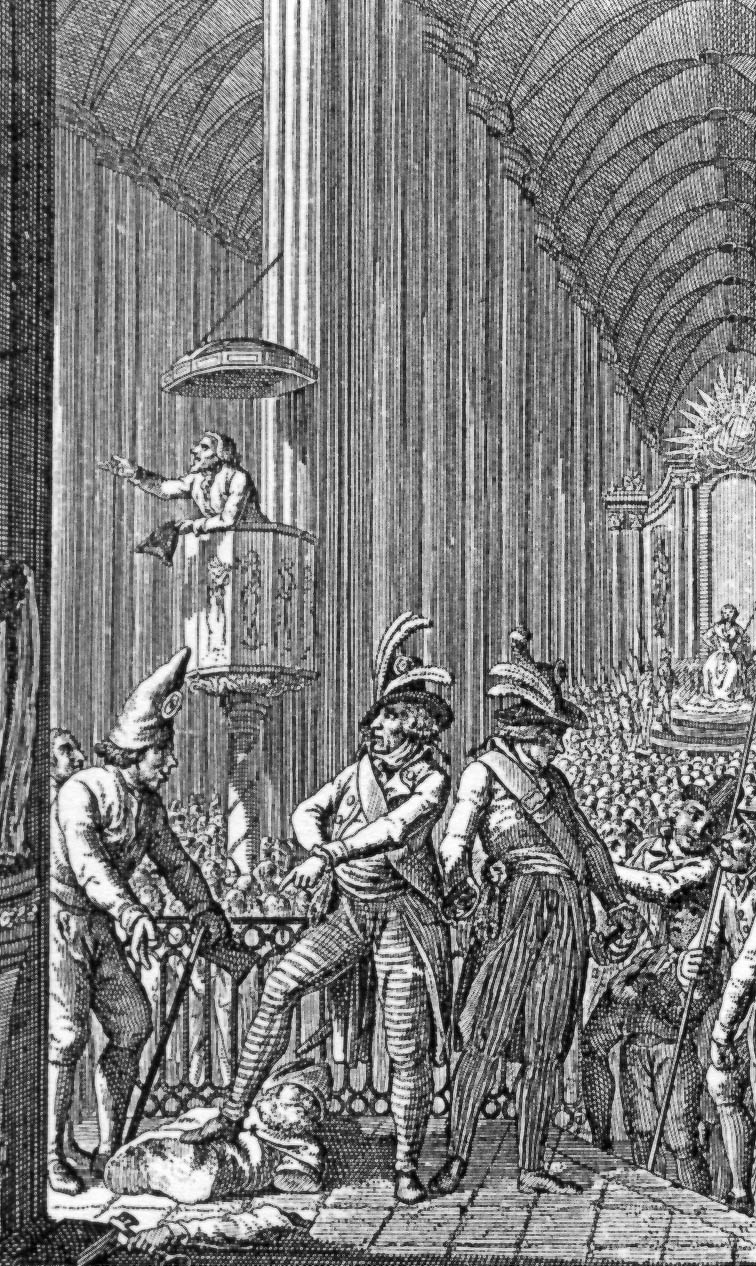
De kathedraal van Straatsburg werd omgevormd tot een "tempel van de rede". Hierbij werden honderden beelden vernield.

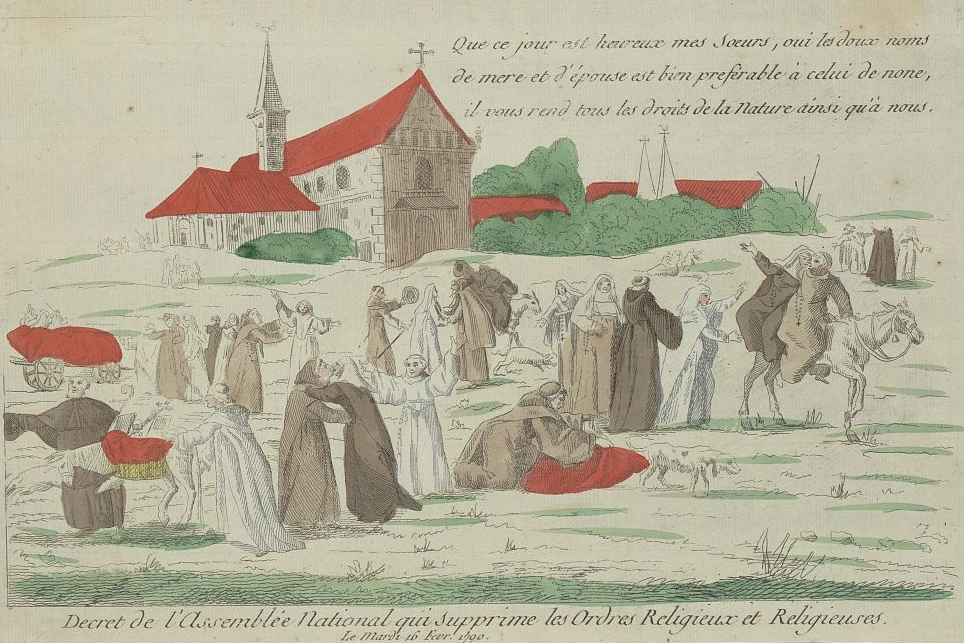
In deze spotprent uit 1790 genieten monniken en nonnen van hun vrijheid nadat de kloosterordes zijn opgeheven

Deze kaart toont hoeveel priesters de eed van trouw aan de republiek hadden afgelegd in 1791. De indeling in departementen is de huidige indeling.

De ontkerstening of ontchristening (Frans: déchristianisation) van Frankrijk tijdens de Terreur, de climax van de Franse Revolutie, was een grootschalige aanval van de revolutionaire Franse overheid op de Rooms-Katholieke Kerk. Het rooms-katholieke geloof werd vervangen door een atheïstische, humanistische antigodsdienst, de Cultus van de Rede. Priesters werden vervolgd en vermoord en kerken werden met geweld en vernieling omgevormd tot "tempels van de rede".
Ook in de Zuidelijke Nederlanden (het huidige België en Luxemburg), die in 1795 door Frankrijk werden ingelijfd, werden kerken vernield en gesloten en geestelijken vervolgd (zie verder beloken tijd). De ontkerstening was een van de aanleidingen voor een anti-Franse opstand in 1798, de Boerenkrijg.

## Achtergrond
Onder het ancien régime, het Frankrijk voor het uitbreken van de Franse Revolutie in 1789, was het rooms-katholicisme de staatsgodsdienst. Zo'n 95% van de bevolking hing het geloof aan. De Rooms-Katholieke Kerk was de grootste landeigenaar van het land en verdiende aan de tienden die van de bevolking geïnd werden.
De machtspositie van de Kerk was geïnstitutionaliseerd als de eerste stand (premier état) van de Staten van Frankrijk. De bisschoppen waren allen afkomstig uit de adel. In 1789 bestond de Franse clerus uit 130.000 priesters, monniken en nonnen (ongeveer een half procent van de bevolking).

## Ontkerstening
De antikatholieke hetze begon direct na het uitbreken van de revolutie. Al in augustus 1789, enkele weken na de bestorming van de Bastille, werd het de Kerk verboden om belastingen te heffen. De revolutionairen verklaarden het kerkelijk eigendom openbaar bezit en verkochten het via executoriale verkoop. In februari 1790 werden alle kloosterordes opgeheven, en op 12 juli 1790 nam de Nationale Grondwetgevende Vergadering de wet op de Constitution civile du clergé (burgerlijke inrichting van de geestelijkheid) aan, waarbij pastoors en bisschoppen omgevormd werden tot door de staat betaalde en door het volk verkozen ambtenaren. Ze moesten een eed van trouw aan de grondwet zweren. Op 13 april 1791 verklaarde paus Pius VI zich tegen de wet, waardoor de priesters in twee facties uiteenvielen: degenen die bereid waren de eed van trouw te zweren, en degenen die dat weigerden.
De ontkerstening nam steeds grotere vormen aan in de periode 1792-1794, toen revolutionair Frankrijk van alle kanten bedreigd werd, door zowel buitenlandse legers als royalistische en antirevolutionaire rebellen. De Rooms-Katholieke Kerk werd door de revolutionairen beschouwd als vijandig en antirevolutionair en tijdens de Septembermoorden in september 1792 werd een bloedbad onder geestelijken aangericht waarbij onder meer 200 priesters en drie bisschoppen om het leven kwamen.
In september 1792 werd echtscheiding gelegaliseerd door de Nationale Conventie en nam de staat de controle over de geboorte-, sterf- en trouwregisters over van de Kerk. In mei 1793 werden de kerken gesloten en werd de katholieke mis verboden. De kerken werden geplunderd en het buitgemaakte goud en zilver werd gebruikt om de oorlog te financieren. Beelden in de kerken werden verwijderd en kruizen en andere religieuze objecten werden vernietigd. Het geconfisqueerde eigendom van de Kerk werd gebruikt als onderpand voor het nieuwe betaalmiddel, de assignaten.
Op 21 oktober 1793 werd een wet aangenomen waarbij alle priesters die weigerden een eed van trouw aan de republiek te zweren, en iedereen die hun onderdak verschafte, ter plekke gedood mochten worden. In november 1793 werd het woord dimanche (zondag) verboden en de gregoriaanse kalender vervangen door een republikeinse kalender waarbij de sabbat, heiligendagen en andere christelijke hoogtijdagen afgeschaft werden. De christelijke feestdagen werden vervangen door nieuwe feestdagen die de oogst en andere niet-religieuze zaken vierden. De aartsbisschop van Parijs moest aftreden en zijn mijter inruilen voor een rode Frygische muts. Sommige plaatsnamen van religieuze oorsprong werden veranderd, zoals Saint-Tropez, dat Héraclée ging heten.
Al met al werden zo'n 20.000 priesters gedwongen zich terug te trekken en 9.000 werden gedwongen om te trouwen. Zo'n 30.000 priesters ontvluchtten het land en duizenden werden geëxecuteerd.

## Cultus van de Rede
Als vervanging voor het christelijke geloof werd een atheïstische cultus in het leven geroepen, losjes gebaseerd op het denken van Voltaire en de verlichting. Achter deze Cultus van de Rede (Culte de la Raison) stonden enkelen van de meest radicale revolutionairen in Parijs, zoals Jacques-René Hébert, Pierre Gaspard Chaumette en Joseph Fouché. De cultus kreeg veel steun van de sansculottes totdat de vervolging van de hébertisten (de volgelingen van Hébert) door Robespierre de beweging ondergronds dreef.
Op 10 november 1793 proclameerde de Nationale Conventie op suggestie van Chaumette een Godin van de Rede die door de cultus geëerd zou worden. Mmle. Maillard, een populaire zangeres, werd gekozen als personificatie van deze godin. Chaumette organiseerde vervolgens een Fête de la Raison ("Feest van de Rede"), waarbij de "godin", getooid met Frygische muts, een processie naar de Notre-Dame van Parijs leidde. Daar werd ze op een altaar op een "berg" geplaatst (een referentie aan de montagne van de Nationale Conventie), tussen bustes van Voltaire en Rousseau. Tijdens de ceremonie werd de kathedraal omgedoopt tot de Tempel van de Rede.
Toen Robespierre de macht greep in Frankrijk en de Terreur zijn hoogtepunt bereikte werden veel van de voorstanders van de Cultus van de Rede geëxecuteerd. Robespierre verving de cultus in 1794 met een nieuwe, deïstische Cultus van het Opperwezen (Culte de l'Être suprême), die zijn hoogtepunt bereikte met een Fête de l'Être suprême ("Feest van het Opperwezen") op 8 juni, waarbij Robespierre als een soort hogepriester optrad. Robespierres nieuwe godsdienst werd algemeen belachelijk gemaakt en versnelde zijn politieke ondergang en executie.
|  |

## Herstel van de Rooms-Katholieke Kerk
Na de val van Robespierre nam het nieuwe regime, het Directoire, op 21 februari 1795 een wet aan waarbij religieuze praktijken weer werden toegestaan. Het luiden van kerkklokken, religieuze processies en het tonen van kruizen was echter nog steeds verboden. In 1799 werden priesters nog steeds gevangengezet en gedeporteerd naar strafkolonies. Het Directoire steunde alternatieven voor het rooms-katholicisme, zoals de culte décadaire en de Theofilantropie, hoewel deze weinig voet aan de grond kregen.
In 1798 namen Franse revolutionaire troepen Rome in en namen Paus Pius VI gevangen. De Kerkelijke Staat werd opgeheven en vervangen door een Franse vazalstaat, de Romeinse Republiek. De paus stierf het jaar erop in ballingschap.
Na zijn machtsgreep in 1799 zocht Napoleon Bonaparte verzoening met de Kerk. In 1800 werd de Kerkelijk Staat hersteld, en in 1801 ondertekenden Napoleon en Paus Pius VII het Concordaat van 1801. In de daarbij aansluitende encycliek Ecclesia Christi erkende Pius VII de Franse Republiek, die van haar kant het katholicisme uitriep tot "godsdienst van de meerderheid". De wens van het Vaticaan om het katholicisme tot staatsgodsdienst uit te roepen werd echter niet ingewilligd.
Het Concordaat voorzag in:
- het herstel van de vrijheid van eredienst,
- een bezoldiging van de katholieke geestelijkheid door de Staat, in ruil voor de tijdens de Revolutie genationaliseerde en door de revolutionaire regering verkochte kerkelijke bezittingen
- een herindeling van Frankrijk (de geannexeerde zuidelijke Nederlanden inbegrepen) in nieuwe bisdommen (vermindering tot 60 bisdommen in Frankrijk).

Napoleon kroont Joséphine tot keizerin. Paus Pius VII mocht alleen toekijken.

In 1804 was de paus aanwezig bij de kroning van Napoleon in Parijs, waar hij moest toezien hoe Napoleon zijn rug naar hem keerde en zichzelf tot keizer kroonde. Ondanks het herstel van de Kerk, verslechterde de relatie tussen Napoleon en Pius VII snel, hoewel het conflict tussen paus en keizer een machtsstrijd was en niet de religieuze vrijheid betrof. In 1808 verdween de Kerkelijke Staat nogmaals toen het werd ingelijfd in Napoleons Eerste Franse Keizerrijk en het Koninkrijk Italië. De paus reageerde hierop door Napoleon in de ban te doen, waarop Napoleon op zijn beurt de paus liet gevangennemen.
Na de val van Napoleon in 1815 volgde de Restauratie, waarbij de machtspositie van de Kerk vóór de Franse Revolutie voor een groot deel hersteld werd.

## Gevolgen
De ontkerstening tijdens de Franse Revolutie wordt vaak als grondslag gezien voor het laïcisme, de scheiding van kerk en staat in Frankrijk die in 1905 wettelijk vastgelegd werd, en in 1958 in de grondwet verankerd werd.
Het Concordaat van 1801, waarmee Napoleon een einde maakte aan de ontkerstening, eindigde de status van het rooms-katholicisme als enige erkende godsdienst in Frankrijk. Met het Concordaat kregen ook drie andere religies officiële erkenning: het jodendom, calvinisme en lutheranisme.